# ارینومی (قمر)
ارینومی (به انگلیسی: Erinome)، (لاتین: Erinoma) که با نام ژوپیتر XXV هم خوانده می‌شود، از قمرهای سیاره مشتری است. این قمر در سال۲۰۰۲ توسط تیمی از ستاره شناسان دانشگاه هاوایی به رهبری اسکات اس.شپرد و همکارانش کشف شد؛ و با نام موقت اس/۲۰۰۰جی ۴ نامگذاری شد.
ارینومی حدود ۳٫۲ کیلومتر قطر دارد. متوسط مدارش ۲۲٬۹۸۶ مگامتر است و دوره آن ۷۱۱٫۹۶۵ روز بوده و انحراف آن ۱۶۴ درجه نسبت به دائرةالبروج و (۱۶۲ درجه نسبت به استوای مشتری) است. حرکت این قمر رجوعی و خروج از مرکز مدار آن ۰٫۲۵۵۲ است.
در ماه اکتبر ۲۰۰۲ به نام ارینومی که گفته می‌شود دختر سلس است و تحت تأثیر ونوس عاشق زئوس (ژوپیتر) گشت نامیده شد.
این قمر به گروه کارمه تعلق دارد که قمرهای نامنظمی دارد که با حرکت مخالف گرد و فاصله بین ۲۳ و ۲۴ گیگا متر و انحراف ۱۶۵درجه بدور مشتری می‌چرخند.